# Kristjan Raud
Kristjan Raud (Kirikuküla, Estònia, 22 d'octubre de 1865 – Tallinn, 19 de maig de 1943) va ser un pintor estonià. Artista simbolista i il·lustrador destacat, fou un dels fundadors del Museu Nacional Estonià. El seu germà bessó, Paul, també va arribar a ser un pintor famós.

## Galeria

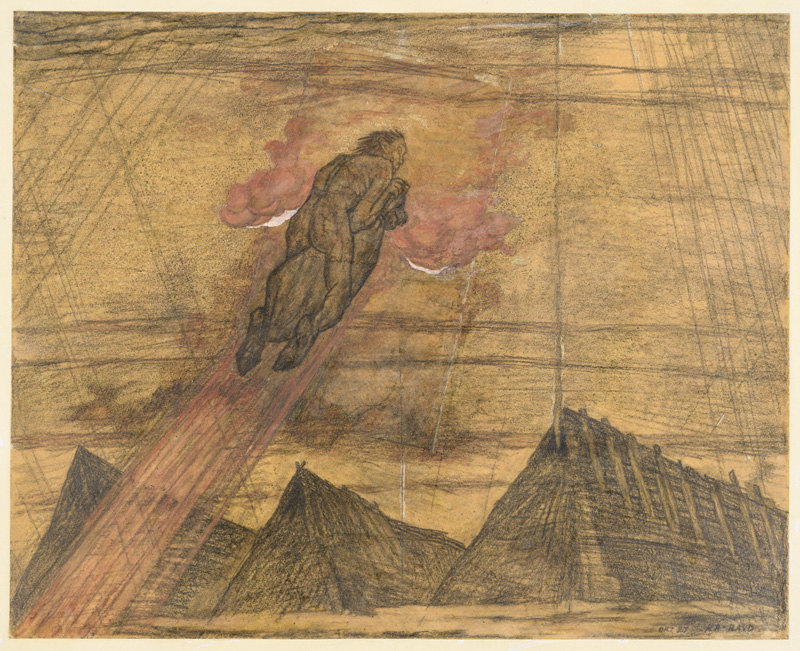
Kratt-Viija (1927)
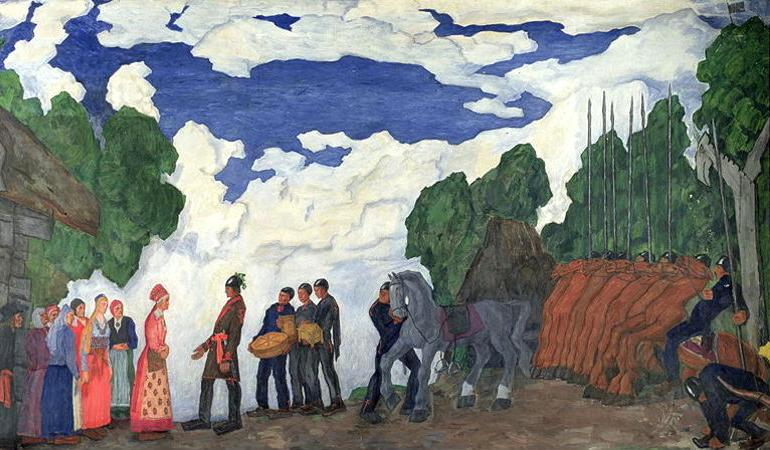
Proposta de casament de Kalev (cap a 1935)
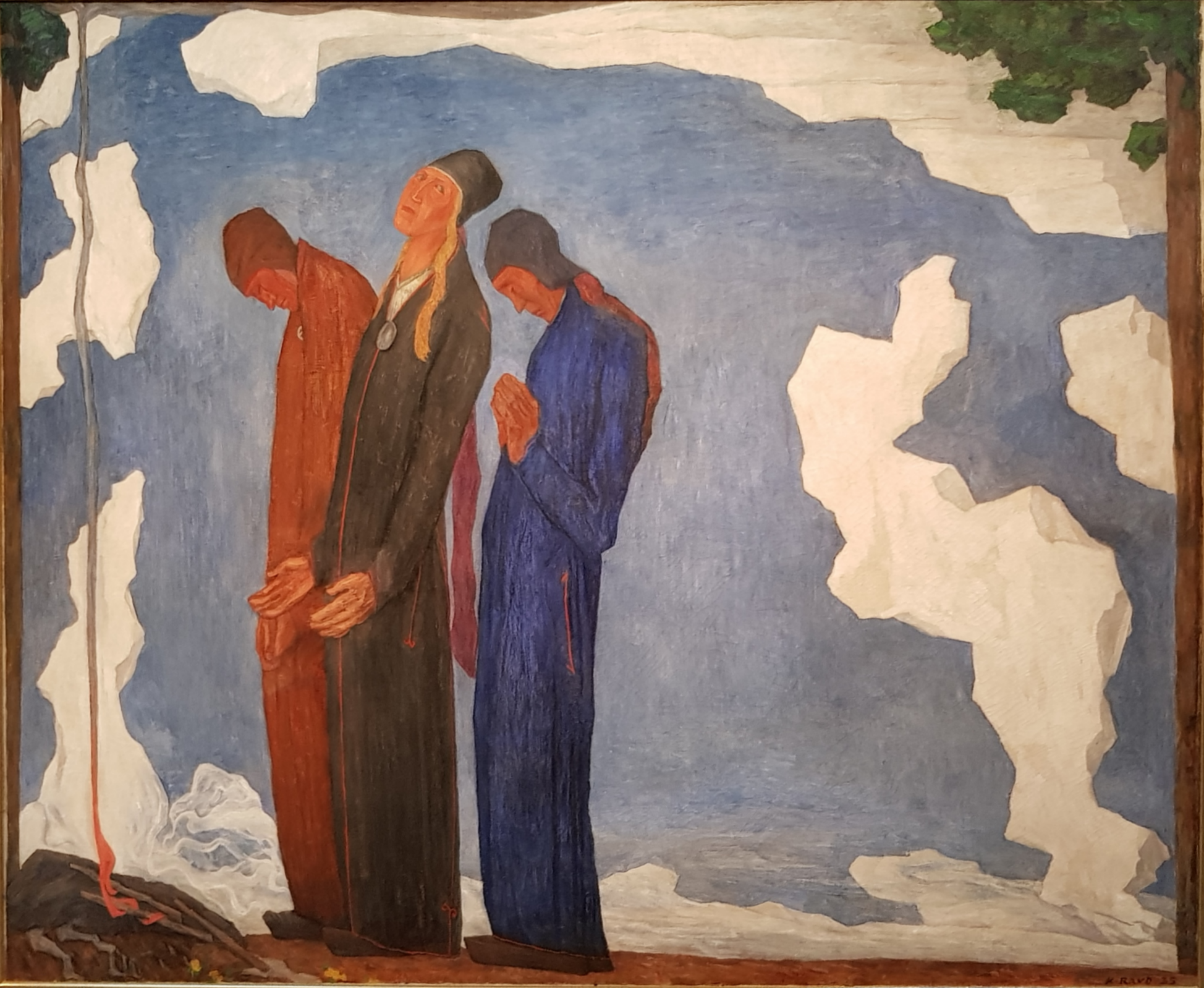
Ohver ("Martir"; 1935)
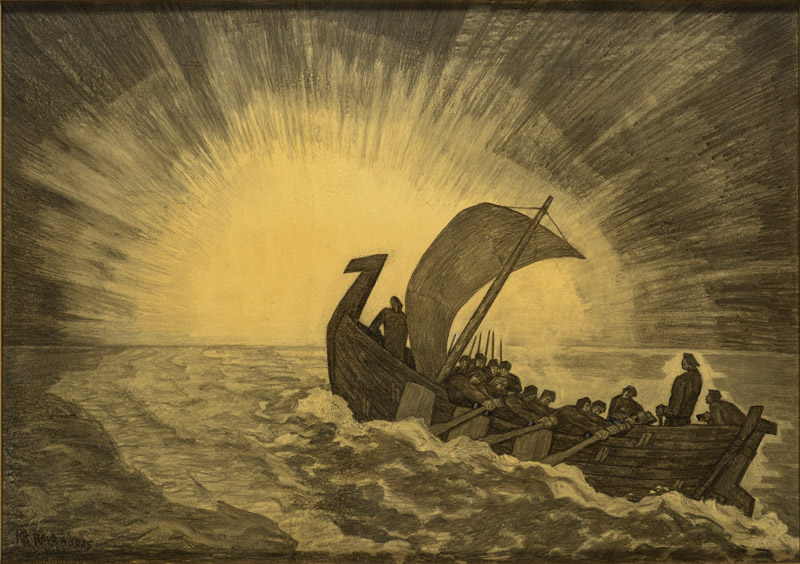
Kalevipoja sõit Põhjamaale (1935)
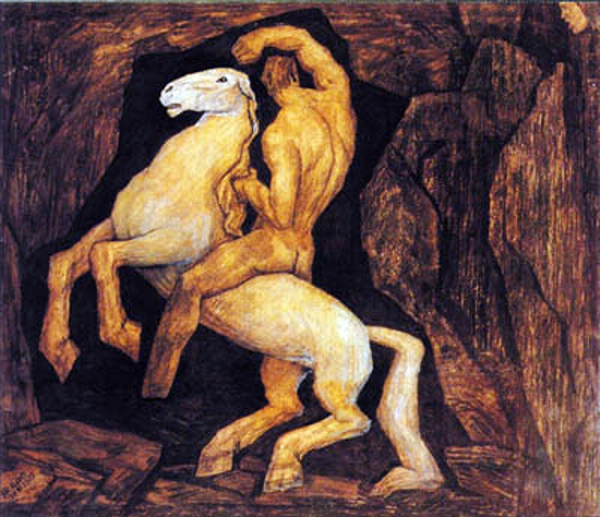
"Kalevipoeg põrgu väravas" (1935)